# Carl Eneroth
Carl Adolf Eneroth, född den 1 september 1843 i Gävle, död den 19 april 1907 i Stockholm, var en svensk journalist och författare. Pseudonym: Chicot. 

## Biografi
Eneroth var först verksam som telegrafist vid Gävle–Dala Järnväg 1862–1869. Han blev därefter tidningsman och var från 1888 verksam som redaktör och utgivare av den nystartade kristna tidningen Morgonbladet, en föregångare till Svenska Morgonbladet. Efter bara några år lämnade han emellertid den tidningen.
Som författare gav Eneroth ut främst olika skämtsamma berättelser.

### Bearbetning och översättning
- Dana, Richard Henry (1896). Två år förom masten / fri bearbetning af Carl Eneroth (Chicot). Stockholm: Chelius. Libris 1644125

### Fotnoter
1. 1 2  Runeberg författar-ID: Eneroth.html Carl Eneroth, läst: 6 december 2019.[källa från Wikidata]
2. 1 2 3 4  Sveriges dödbok, läst: 6 december 2019.[källa från Wikidata]
3. 1 2 3  Litteraturbanken författare: EnerothC, läst: 6 december 2019.[källa från Wikidata]
4. ↑   Sveriges dödbok 7: 1860–2017. Sveriges Släktforskarförbund. 2018. Libris 5fmmd34c39cvtmg1. ISBN 9789188341280
5. ↑   Den svenska pressens historia. 2, Åren då allting hände (1830-1897). Stockholm: Ekerlid. 2001. sid. 261-262. Libris 8236964. ISBN 9188595862